# Zoltán Hetényi
Zoltán Hetényi (né le 18 février 1988 à Budapest en Hongrie) est un joueur professionnel de hockey sur glace hongrois. Il évolue au poste de gardien de but,,. Il est le frère de l'international Péter Hetényi.

## Biographie

### Carrière en club
En 2004, il débute avec le club d'Alba Volán Székesfehérvár de la Borsodi Liga. En 2007, le club s'engage parallèlement dans l'EBEL, l'élite autrichienne. En 2011, il signe au Jokerit dans la SM-liiga.

### Carrière internationale
Il représente la Hongrie au niveau international. Il prend part aux sélections jeunes. Il participe à son premier Championnat du monde senior en 2008.